# Cantharellus garnierii
Cantharellus garnierii är en svampart som beskrevs av Ducousso & Eyssart. 2004. Cantharellus garnierii ingår i släktet Cantharellus och familjen kantareller.   Inga underarter finns listade i Catalogue of Life.